# Luxeroth
Luxeroth is een plaats in de gemeente Attert in het Land van Aarlen, het Luxemburgstalige deel van de Belgische Provincie Luxemburg.

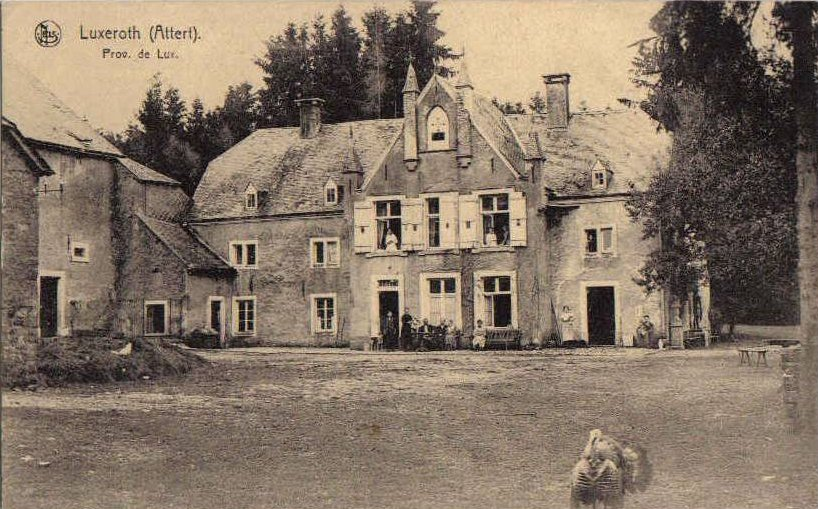

Deelgemeenten: Attert · Nobressart · Nothomb · Thiaumont · Tontelange

Overige kernen: Almeroth · Grendel · Heinstert · Lischert · Lottert · Louchert · Luxeroth · Metzert · Parette · Post · Rodenhoff · Schadeck · Schockville

Belgische gemeenten · Arrondissement Aarlen · Luxemburg · Wallonië